# Herningsholm Å
Herningsholm Å är ett vattendrag i Danmark.   Det ligger i Hernings kommun i  Region Mittjylland, i den västra delen av landet, 240 km väster om huvudstaden Köpenhamn.
Ån bildas genom sammanflöden av mindre vattendrag strax öster om Herning och flyter därefter norrut för att slutligen mynna ut i Storå.